# Kırgın Çiçekler
Kırgın Çiçekler ist eine türkische Fernsehserie, welches von 2015 bis 2018 auf ATV ausgestrahlt wurde.

## Handlung
Eylül ist ein 16-jähriges, junges Mädchen. Mit elf Jahren verlor sie ihren Vater. Sie lebt mit ihrer Mutter Mesude, ihrer Schwester Büşra und ihrem Stiefvater Kemal in einem kleinen Haus. Eylül wird von Kemal ständig belästigt und erzählt es ihrer Mutter. Ihre Mutter glaubt Eylül nicht und gibt sie im Waisenhaus ab. Sie muss ihr Zimmer mit vier Mädchen namens Songül, Kader, Cemre und Meral teilen. Mit der Zeit haben die fünf Mädchen eine schwesterliche Beziehung zueinander.
Die Serie konzentriert sich auf die Kämpfe und Nöte, mit denen sie in der Gesellschaft konfrontiert sind, weil sie Waisen sind und sich nach Eltern sehnen. Aber ihre Freundschaft macht ihre Beziehung stärker und sorgt dafür, dass sie gemeinsam alles überwinden können.

## Besetzung
| Schauspieler       | Rolle               | Folge |
| ------------------ | ------------------- | ----- |
| İpek Karapınar     | Feride              | 1–113 |
| Özgür Çevik        | Toprak              | 1–113 |
| Biran Damla Yılmaz | Eylül Acar Göktürk  | 1–113 |
| Gökçe Akyıldız     | Songül Celen Ertürk | 1–113 |
| Hazar Motan        | Cemre Derinoğlu     | 1–113 |
| Çağla Irmak        | Kader Lokumcuzade   | 1–113 |
| Aleyna Solaker     | Meral Kendir        | 1–113 |
| Esma Yılmaz        | Büşra Acar          | 1–113 |
| Cansu Fırıncı      | Kemal Yılmaz        | 1–84  |
| Derya Artemel      | Mesude Yılmaz       | 1–77  |

## Veröffentlichung
Die Serie wurde von 29. Juni 2015 bis 12. März 2018 auf ATV ausgestrahlt. In der Hauptrolle spielen İpek Karapınar, Özgür Çevik, Biran Damla Yılmaz, Gökçe Akyıldız, Hazar Motan, Çağla Irmak und Aleyna Solaker.
Am 12. Januar 2016 gewann die Serie von der Barrier-free Life Foundation die Auszeichnung Best Drama Award. Von der Istanbuler Gelişim-Universität  bekam die Serie die Auszeichnung Beste Serie. Zudem bekam die Serie Nominierungen in Südkorea und Frankreich.